# Chapelle de Nièvre
La chapelle de Nièvre ou chapelle Notre-Dame-de-Nièvre, est une chapelle située sur la commune de Vaux-en-Bugey dans le département de l'Ain, en France. Elle est entourée de deux petits cimetières, l'un au Nord l'autre au Sud. La chapelle de Nièvre était jadis un haut lieu de pèlerinage marial. Un oratoire a été édifié en contrebas, près de la ruelle de la Chapelle.

## Toponymie
"Nièvre" serait ici issu du francoprovençal nièvre : « prairie humide, prairie au bord d´un cours d´eau.

## Histoire
Il semblerait que dans l'Antiquité, un parthénon (temple à la Vierge) était situé au Nord-Est de Vaux. C'est à son emplacement que sera élevée la chapelle.
Ce n'est cependant qu'à partir d'écrits du XIe siècle que l'on possède la preuve absolue de l'existence de la chapelle à Vaux.
En 1794, lors de la révolution française, le clocher de la chapelle fut démoli et les cloches livrées à la fonderie à canons de Pont-de-Vaux.
En 1824, la chapelle s'avérant trop petite pour la population florissante du village et sous l'impulsion d'un prêtre très dynamique, François Humbert, une souscription est lancée pour la construction d'une nouvelle église dans le village, avec sacristie et clocher, un presbytère ainsi qu'une école pour filles.
Les deux cimetières à proximité de la chapelle ont été aménagés à partir de 1863 (pour celui du nord) et à partir de 1898 (pour celui du sud).
C'est en 1879 que des vitraux colorés sont placés grâce à un don d'une certaine Mme Charlet, veuve de Séverin Ballivy. Ces vitraux représentent plusieurs saints, dont saint Séverin.
À la suite de la Première Guerre mondiale, un monument aux morts a été érigé sur le mur gauche, à l'intérieur de la chapelle, en hommage aux victimes vauxoises de la Guerre.
La restauration extérieure de la chapelle, en pierres apparentes, date de 1982. Une vieille pierre de taille nommée "cul-de-lampe", un des seuls vestiges de la vieille église, a été placée dans le mur latéral nord.

## Miracles et légendes
De nombreux miracles entourent la chapelle et beaucoup de légendes y sont également liées. Voici une liste non-exhaustive de constatations provenant d'une brochure publiée par le curé Hugonnet de Vaux en 1908 :
En 1562, René du Châtelard est préservé dans une bataille.
En 1668, Marie Cloupt est guérie d'une épilepsie, Isaac Leclerc et Antoine Buisson sont sauvés miraculeusement de la noyade.
En 1670, Balthazar Jacquemoz est sauvé de la noyade et 2 personnes sont guéries d'une maladie grave.

En 1760, le curé Grumet de Vaux-en-Bugey rapporte dans son registre paroissial, un évènement « miraculeux » survenu le 7 avril 1760 à Montferrand, hameau de Torcieu, : le fils de Joseph Rigolet et Simone Billon Bontems, mort né est enterré près de la chapelle de Nièvre. Le soir de son enterrement Étienne Prévôt pense entendre une voix issue du sol. Le jour de Pâques (deux jours après), Benoît Duport entend également le même type de son. La population décide alors d'exhumer l'enfant. Le curé Grumet écrit :

« Plus de cent personnes virent qu’il ouvrit l’œil gauche, le tint ouvert près d’un quart d’heure et le referma. Il remua les doigts de la main droite. On vit encore couler abondamment des gouttes de sueur de son visage. »

En 1817 et en 1827, Mme Auger est guérie d'une maladie grave et enfin en 1860, la fille d'Antoinette Pittion retrouve miraculeusement la voix étant muette de naissance.
Entre 1711 et 1818, une quinzaine de cas d'enfants mort-nés réanimés sont signalés sur le registre.
Ces miracles ont contribué à faire de la chapelle un lieu de pèlerinage à tel point qu'avant sa rénovation en 1955, la chapelle est envahie de centaines d'ex-voto. C'est un lieu privilégié de rassemblement et de prière pour les croyants du village et des paroisses voisines.
. 

## Héraldique
La chapelle apparaît dans les armes de Vaux.
| Blason de Chapelle de Nièvre | Blason  | De gueules au chevron renversé d'or chargé en pointe d'une grappe de raisin feuillée partie de gueules et d'argent, accompagné en chef d'un lion d'hermine et en pointe à dextre d'une tour et à senestre d'une chapelle, le tout aussi d'argent, maçonné de sable, ajouré et ouvert du champ. |
| Blason de Chapelle de Nièvre | Détails | |